# Laos International 2019
Die Laos International 2019 im Badminton fanden vom 19. bis zum 24. Februar 2019 in Vientiane statt.

## Sieger und Platzierte
| Disziplin    | Gold                                  | Silber                                  | Bronze                                     |
| ------------ | ------------------------------------- | --------------------------------------- | ------------------------------------------ |
| Herreneinzel | Kodai Naraoka                         | Minoru Koga                             | Kantawat Leelavechabutr                    |
| Herreneinzel | Kodai Naraoka                         | Minoru Koga                             | Yan Runze                                  |
| Dameneinzel  | Natsuki Oie                           | Phittayaporn Chaiwan                    | Supanida Katethong                         |
| Dameneinzel  | Natsuki Oie                           | Phittayaporn Chaiwan                    | Hirari Mizui                               |
| Herrendoppel | Chooi Kah Ming Low Juan Shen          | Low Hang Yee Ng Eng Cheong              | Choong Hon Jian Man Wei Chong              |
| Herrendoppel | Chooi Kah Ming Low Juan Shen          | Low Hang Yee Ng Eng Cheong              | Muhammad Fachrikar Amri Syahnawi           |
| Damendoppel  | Jin Yujia Lim Ming Hui                | Ruethaichanok Laisuan Supamart Mingchua | Fee Teng Liew Masita Mahmudin              |
| Damendoppel  | Jin Yujia Lim Ming Hui                | Ruethaichanok Laisuan Supamart Mingchua | Chasinee Korepap Kwanchanok Sudjaipraparat |
| Mixed        | Weeraphat Phakjarung Chasinee Korepap | Mek Narongrit Kwanchanok Sudjaipraparat | Amri Syahnawi Masita Mahmudin              |
| Mixed        | Weeraphat Phakjarung Chasinee Korepap | Mek Narongrit Kwanchanok Sudjaipraparat | Ng Eng Cheong Pearly Tan                   |